# یماسی (کارولینای جنوبی)
یماسی(به انگلیسی: Yemassee) شهری در ایالت کارولینای جنوبی کشور ایالات متحده آمریکا است که جمعیت آن در سرشماری سال ۲۰۱۰ میلادی، ۱٬۰۲۷ نفر بوده‌است.